# Suflí
Suflí es una localidad y municipio español situado en la parte centro-sur de la comarca del Valle del Almanzora, en la provincia de Almería, Andalucía. Limita con los municipios de Purchena, Laroya, Sierro y Armuña de Almanzora. Por su término discurre el río Boloyunta, también conocido como río Sierro.
El municipio suflireño comprende el núcleo de población de Suflí —capital municipal—, y los diseminados de Casa del Aguador, Casas del Alamí y Orozco.
Se encuentra situado a 89 kilómetros de la capital de provincia, Almería, por la A-349.

## Toponimia
El origen del topónimo de Suflí se halla en el térnimo árabe suflī , que significa de abajo.

## Geografía humana

### Organización territorial
El municipio carece de cualquier otro núcleo de población.

### Demografía
Cuenta con una población de 231 habitantes (INE 2024).
| Gráfica de evolución demográfica de Suflí entre 1842 y 2021                                                           |
| |
| Población de derecho según los censos de población del INE. Población de hecho según los censos de población del INE. |

### Comunicaciones
De Suflí a:
- Sierro 2,4 km
- Purchena 3,5 km
- Armuña de Almanzora 7,2 km
- Tíjola 9,8 km
- Serón 16,4 km
- Olula del Río 10,1 km
- Macael 13,6 km
- Fines 13,3 km
- Baza 46,6 km
- Guadix 94 km
- Albox 26,8 km
- Huércal-Overa 49 km

### Economía

#### Evolución de la deuda viva municipal
| Gráfica de evolución de Deuda viva del Ayuntamiento de Suflí entre 2008 y 2019                                |
| |
| Deuda viva del Ayuntamiento de Suflí en miles de Euros según datos del Ministerio de Hacienda y Ad. Públicas. |

## Símbolos
Suflí consiguió una autorización por parte de la Junta de Andalucía para adoptar sus símbolos el 18 de febrero de 1997, pero no ejerció ese derecho hasta diez años más tardes. El municipio cuenta con un escudo y bandera adoptados de manera oficial.

### Escudo
Su descripción heráldica es la siguiente:

Escudo de plata y un monte de sinople cargado de una villa de plata (consistente en diez casas colocadas en tres fajas –dos, tres y cinco–), sostenido de ondas de plata y azur movientes de la punta, y superado de un águila de sable coronada de oro, picada, lenguada y membrada de gules. Al timbre, Corona Real española cerrada. 

### Bandera
La enseña del municipio tiene la siguiente descripción:

Paño rectangular de proporciones 1:2, de color blanco, con una banda que la cruza en diagonal desde lo alto del asta al bajo del batiente, en color verde de anchura igual a 1/5 del ancho de la bandera; en el centro un círculo fileteado de negro, de
color blanco, pintado con un monte de color verde y brochante al mismo una villa de color blanco.

## Política
Los resultados en Suflí de las últimas elecciones municipales, celebradas en mayo de 2023, son:
| Candidatura     | Candidatura                              | Votos | %                               | Escaños                         |
| --------------- | ---------------------------------------- | ----- | ------------------------------- | ------------------------------- |
|                 | Partido Popular (PP)                     | 116   | 80,00                           | 5                               |
|                 | Partido Socialista Obrero Español (PSOE) | 19    | 13,10                           | 0                               |
|                 | Vox                                      | 8     | 5,52                            | 0                               |
|                 | Con Andalucía                            | 4     | 2,76                            | 0                               |
| Votos en blanco | Votos en blanco                          | 4     | 2,76                            | 0                               |
| Votos válidos   | Votos válidos                            | 157   | 92,46                           | 5                               |
| Votos nulos     | Votos nulos                              | 12    | Participación: \| \| 67,40 % \| | Participación: \| \| 67,40 % \| |
| Votantes        | Votantes                                 | 159   | Participación: \| \| 67,40 % \| | Participación: \| \| 67,40 % \| |
| Electores       | Electores                                | 190   | Participación: \| \| 67,40 % \| | Participación: \| \| 67,40 % \| |
|                 | 67,40 %                                  |       |                                 |                                 |

| Periodo   | Nombre                    | Partido |
| --------- | ------------------------- | ------- |
| 1979-1983 | Antonio Martínez Clemente | UCD     |
| 1983-1987 | Antonio Martínez Clemente | AP      |
| 1987-1991 | Antonio Liria Fernández   | AP      |
| 1991-1995 | Juan Cuevas Sáez          | PSOE    |
| 1995-1999 | Juan Cuevas Sáez          | PSOE    |
| 1999-2003 | Juan Cuevas Sáez          | PSOE    |
| 2003-2007 | Juan Cuevas Sáez          | PSOE    |
| 2007-2011 | Juan Cuevas Sáez          | PSOE    |
| 2011-2015 | Raúl Guirao Liria         | PP      |
| 2015-2019 | Raúl Guirao Liria         | PP      |
| 2019-2023 | Raúl Guirao Liria         | PP      |
| 2023-act. | Raúl Guirao Liria         | PP      |

## Servicios públicos

### Educación
En Suflí se puede encontrar el CPR San Marcos, que tiene una oferta educativa hasta los 12 años, debiendo el alumnado desplazarse hasta la cercana localidad de Purchena para recibir su educación obligatoria en el IES Entresierras.

### Sanidad
El municipio cuenta con un consultorio auxiliar, dependiente del Hospital La Inmaculada, abierto martes y jueves.

## Cultura

### Patrimonio cultural inmaterial
- 21 de junio, San Luis Gonzaga, patrón de los jóvenes.

- 15 y 16 de agosto, San Roque patrón del pueblo.

Fiestas principales celebradas en la plaza del pueblo.  
- 3 de mayo,  Día de la Cruz.

Este día se celebra en la Ermita de la Cruz con la participación de todos los vecinos haciendo las famosas "hojuelas" (en algunos sitios llamadas "flores"),  degustándolas con chocolate caliente; y juegos populares para los niños.
- 2 de febrero,  Día de la Candelaria.

Después de la procesión lanzándole a la Virgen, desde las ventanas y balcones, palomitas de maíz ("rosas") se rifa una tarta en la Iglesia,  la cual, tradición que se ha perdido. A continuación, se come arroz  en el paraje de la Fuente, que está habilitado con mesas y barbacoas como área de recreo.